# Breakout: Video Singles
Breakout: Video Singles – kompilacja teledysków zespołu Bon Jovi wydana w 1985, pochodzących z albumów Bon Jovi i 7800° Fahrenheit. Została wydana w formacie VHS; w 1993 wydano reedycję w formatach VHS i DVD.

## Spis utworów
1. "In and Out of Love"
2. "Only Lonely"
3. "Silent Night"
4. "She Don't Know Me"
5. "The Hardest Part Is the Night" (live)
6. "Runaway"